# Steen van de miljoenen tranen

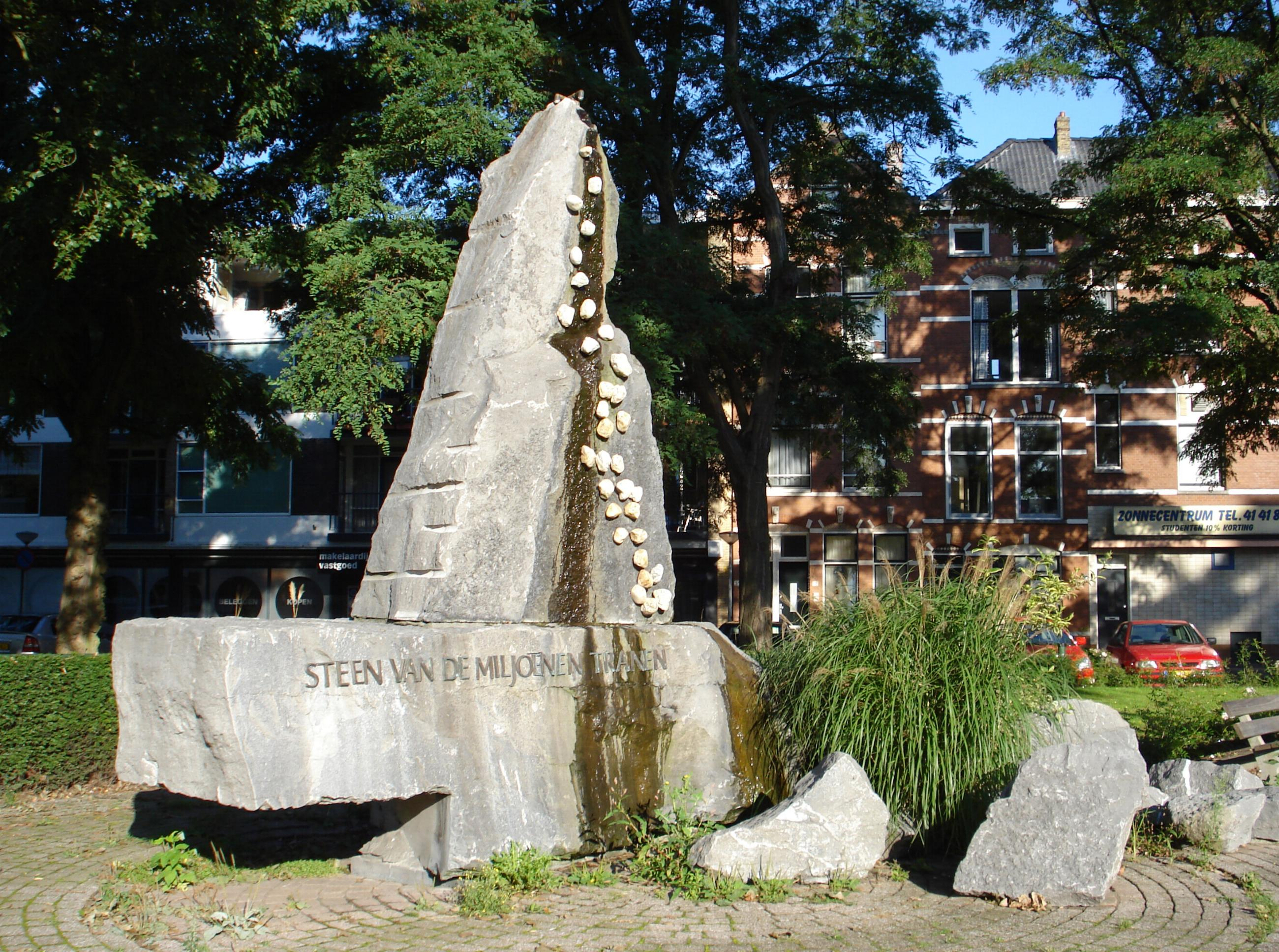
Steen van de miljoenen tranen (1990), Rotterdam-Kralingen

De Steen van de miljoenen tranen is een herdenkingsmonument aan de Willem Ruyslaan te Rotterdam. Het is opgericht ter nagedachtenis aan de verschrikkingen in de jaren 1940-1945, in opdracht van de Stichting Burger-Oorlogsgetroffenen. De kunstenares Truus Menger-Oversteegen, een voormalig verzetsstrijdster, maakte het. Het kunstwerk werd onthuld op 12 mei 1990.
De gebruikte steensoort is graniet. Aan de zijden en achterkant zijn de boorgangen in het zicht gelaten. Van de top druppelt water uit een miniatuurfontein.
Het beeld staat op de grens van de verwoeste stad. Het bombardement op Rotterdam op 14 mei 1940 duurde een kwartier, maar de brand heeft dagen gewoed. 